# نوثينغ فون 1
نوثينغ فون 1 هو هاتف ذكي يعمل بنظام أندرويد من شركة نوثينغ، تمَّ الإعلان عن عنهُ في 23 مارس 2022 وتمَّ طرحهُ للبيع في 21 يوليو 2022.

## الخصائص التقنيَّة

### التَّصميم

الجُزء الخلفي للهاتف

يتمتع نوثينغ فون 1 بتصميمٍ شفاف مُشابه لِمُنتج الشركة الآخر «نوثينغ أير 1». حيثُ يُمكن للمُستخدم رُؤية المكونات الداخليَّة للجهاز، وقد أشار كارل بي مُؤسِّس شركة نوثينغ، إلى أنَّ هِذه الإضافة تُعتبر «ميزة تصميم مميزة وإبداعيَّة للغاية».

## النَّقد والاستقبال
أشاد مات سميث مِن إنغادجيت، بتصميم الهاتف الشَّفاف ووصفهُ بالأنيق، وأشار إلى أنَّ «الهاتف حقق ظهورًا مُثيرًا للإعجاب»، وأنَّهُ «هاتفٌ مُناسب في فئة الهواتف المُتوسطة»، وقد انتقد حجم حواف الهاتف، وغير ذلك. وقد أعطى الموقع تقييمًا للهاتف بمقدار 88/100.
أشاد موقع سي نت بتصميم الهاتف المُريح والميسور التكلفة، جنبًا إلى جنب مع أداء الهاتف القوي والكاميرا، على الرغم من أنهم لاحظوا أنَّ عمر بطارية الجهاز القصير، وقد أعطى الموقع للهاتف تصنيف 8.5/10.